# منطقة متوسطة العمق

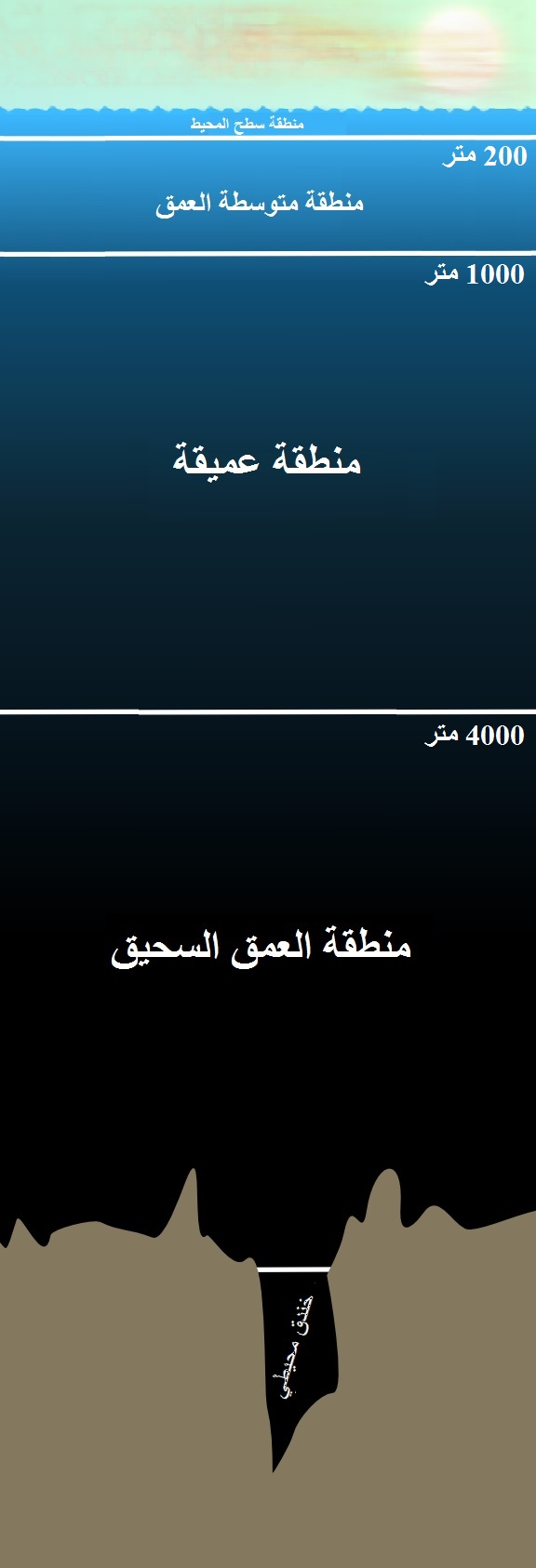
موقع المياه متوسطة العمق (mesopelagic)

بيئة المياه متوسطة العمق، أو نطاق الشفق (بالإنجليزية:  mesopelagic)‏ هي طبقة المياه المتوسطة، تمتد تحت المياه السطحية مباشرة، من عمق 200 متر تحت سطح البحر، حتى ألف متر تحت سطح الماء. ويطلق عليها نطاق الشفق Twilight zone، لضآلة كمية الضوء، الذي يصل إليها، فتبدو كالشفق، عند غروب الشمس. ويبدأ عند حدها الأعلى (عمق 200 متر) انخفاض حادّ في محتوى المياه من الأوكسجين؛ ويعود ذلك لعدم وجود نباتات تحت عمق 150 متراً؛ ولأن المخلفات العضوية، المتساقطة من الطبقة السطحية الانشطة حيوياً، تبدأ بالتحلل، بالأكسدة البكتيرية . وفيها تقع نقطة أدنى محتوى للمياه من الأكسجين، على عمق، يراوح بين 700 و800 متر تحت سطح الماء. كما يزداد فيها محتوى الماء من المغذيات النباتية؛ لأنه لا توجد نباتات في هذه الطبقة، تستهلكها.